# Guttenberg (Gemeinde Grafenschlag)
Guttenberg ist eine Rotte in der Marktgemeinde Grafenschlag im Bezirk Zwettl in Niederösterreich.

## Geografie
Die Rotte bestehend aus 3 Häusern befindet sich unterhalb des Guttenbergs auf etwa 800 Höhenmetern. Es gehört postalisch zur nördlich gelegenen Katastralgemeinde Wielands.

## Geschichte
Die Rotte entstand offiziell erst nach 1910 im Rahmen der Volkszählung in Österreich-Ungarn 1910, im Amtskalender von 1915 wird sie bereits genannt, im Amtskalender 1911 fehlt sie jedoch noch.
Laut Adressbuch von Österreich war im Jahr 1938 in Guttenberg eine Schneiderin ansässig. Bis 1967 war es ein Teil der Gemeinde Kleinnondorf, nach deren Auflösung wurde der Ort mit 1. Jänner 1967 ein Teil der Großgemeinde Grafenschlag.